# 玄妻
玄妻（？—？），一说即为纯狐，是夏朝有仍氏人。中国古代著名美女。初嫁后夔，生子伯封。由于伯封在夏朝权力斗争中支持仲康，被阴谋篡权的后羿击杀，从此后夔一族绝嗣。玄妻也被后羿霸占。玄妻为了给儿子报仇，阴谋勾结当时已经有不轨之心的丞相寒浞和家臣杀死了后羿，而后嫁给了寒浞，生下了寒浇和寒豷两个儿子。